# Aragonien
Aragonien eller Aragon (spansk Aragón) er en autonom region beliggende i det nordlige Spanien, ved siden af grænsen til Frankrig. Det består af provinserne Huesca, Zaragoza og Teruel. Det grænser mod øst til Catalonien, mod sydøst til Valencia-regionen, mod sydvest til Castilien-La Mancha og mod vest til Castilien og Leon, La Rioja og Navarra. Hovedstaden og hovedbyen er Zaragoza. Regionens geografi domineres mod nord af Pyrenæerne og i midten af Ebro-floden.
Det eneste officielle og udbredte sprog er spansk, selvom der er et mindretal, der taler catalansk og aragonsk, meget ude af brug.

## Historie
Kongeriget Aragonien opstod under kampene mod maurerne ("la reconquista"), idet en del vestgoter flygtede op i bjergene og dannede småstater, der efterhånden udbredte sig mod syd. Et par af disse småriger var Sobrarbe og Ribagorza, der ca. år 1000 kom under kongerne af Navarra. En af dem, Sancho den Store, overgav landet til sin søn Ramiro, der 1035 antog titlen Konge af Aragonien.
Alfons 1. af Aragonien erobrede i 1118 Zaragoza fra maurerne og gjorde byen til rigets hovedstad. Ved giftermål blev Aragonien i 1162 forenet med Catalonien. Desuden erhvervedes landskaberne Roussillon og Montpellier (som i dag hører under Frankrig), så Aragonien efter Castilien var halvøens mægtigste kristne rige. En tid havde Aragonien også magten over øerne Sardinien og Sicilien. Efterhånden erobrede Aragonien de nærliggende mauriske kongeriger. I 1238 fik man Valencia, og i 1343 Balearerne. Peter 4. (5. september 1319 – 6. january 1387) forsøgte først gennem en retssag at opnå herredømmet over Mallorca, men erobrede øen i en krig, inden sagen var afgjort. Da Ferdinand 2. af Aragonien i 1469 ægtede Kastiliens arving, Isabella, blev grunden lagt til den forening af Aragonien og Castilien, som blev virkeliggjort, da Johan 2. af Aragonien døde i 1479.
Af alle Europas stater var Aragonien den, der først udviklede sig til et konstitutionelt monarki.[kilde mangler] Derfor er dets forfatningshistorie betydningsfuld. Kongens magt blev tidligt begrænset af en rigsdag (Cortes), der var delt i 4 stænder (gejstlighed, højadel, lavadel og byernes borgere). I 1287 måtte Kong Alfons 3. udstede et "Unionsprivilegium", der betød, at Cortes skulle sammenkaldes hvert år i Zaragoza, og forsamlingen fik ret til at vælge kongens statsråd og kåre en anden konge, hvis han forfulgte noget medlem af Cortes med retssager uden stændernes samtygge. Ganske vist ophævede Peter 4. "Unionsprivilegiet" i 1348, og i stedet blev der indsat en myndighed mellem regering og folk, som skulle udjævne alle stridigheder mellem kronen og stænderne.
Også efter foreningen med Castilien beholdt Aragonien sin frie forfatning, og først efter den Spanske Arvefølgekrig mistede Aragonien sin grundlov og sine rettigheder. Den sidste rigsdag i Aragonien blev afholdt i 1720. Aragonien tog ivrigt del i Carlistkrigene i det 19. århundrede, men landet blev splittet, så Øvre-Aragonien stod på Isabellas side, mens Nedre-Aragonien støttede Carlos.

## Befolkning
I 2006 boede 50,8% af Aragoniens befolkning i hovedstaden Zaragoza. Huesca er den eneste anden by i regioen med en befolkningen på mere end 50.000.
Størstedelen af Aragoniens befolkning, 71,8%, bor i provinsen Zaragoza; 17,1% i Huesca og 11,1% i Teruel.. Befolkningstætheden i regionen er den næstlaveste i Spanien: kun 26,8/km² (efter Castilien-La Mancha). De tættest befolkede områder er i floddalen ved Ebro, specielt omkring Zaragoza og udløberen af Pyrenæerne, mens de mindst befolkede områder ligger højere oppe i Pyrenæerne, samt i den sydlige tørre Teruеlprovins.
| Befolkning | 880.643   | 912.711   | 952.743   | 997.154   | 1.031.559 | 1.058.806 | 1.094.002 |
| Procent    | 5,69%     | 4,90%     | 4,77%     | 4,66%     | 4,36%     | 4,07%     | 3,89%     |
|            | 1960      | 1970      | 1981      | 1991      | 1996      | 2001      | 2006      |
| Befolkning | 1.105.498 | 1.152.708 | 1.213.099 | 1.221.546 | 1.187.546 | 1.199.753 | 1.277.471 |
| Procent    | 3,61%     | 3,39%     | 3,21%     | 3,10%     | 2,99%     | 2,92%     | 2,86%     |

Kun fire byer har mere end 20.000 indbyggere: Zaragoza 650.000; Huesca 50.000; Teruel 33.700 og Calatayud 20.000.

## Sprog
Ud over spansk, der forstås og tales af stort set alle i regionen, tales der stadig aragonisk i de bjergrige nordlige amter i Pyrenæerne, specielt i det vestlige Ribagorza, Sobrarbe, Jacetania samt Somontano og er også genstand for en genopliven, som et middel for at styrke den regionale identitet. Der tales catalansk i egnene i det østlige Ribagorza, La Litera, Bajo Cinca, Bajo Aragonien-Caspe, Bajo Aragonien og Matarraña. Den catalansktalende stribe hedder La Franja.

## Geografi
Med den lave befolkningstæthed er store områder af Aragonien stadig vild uberørt natur. Det er et område med store kontraster, både klimatisk og geologisk, fra de grønne dale og sneklædte tinder ved Pyrenæerne til de tørre sletter og øde bakker i syd.

### Relief
Aragoniens Pyrenæer omfatter storartede og variede landskaber med høje tinder, dybe dale, tætte skove og spektakulære vandfald. Dets tinder tæller bl.a. Aneto (3.404 m), det højeste i bjergkæden, Monte Perdido (3.355 m), Perdiguero (3.221 m) og Cotiella (2.912 m).
Ordesa National Park, tæt på grænsen til Frankrig, kan prale af nogle af de flotteste landskaber i Europa med dens slugter, huler, talrige vandfald og et varieret dyreliv, hvoraf mange arter er endemisk til Pyrenæerne. Parken er også et af de sidste reservater for rovfugle i bjergene. Om sommeren ses mange flotte bjergsommerfugle og blomster, mens området om vinteren er et yndet skisportssted.

I Pyrenæernes udløbere findes den berømte klippeformation Mallos de Riglos. Gamle slotte ligger på de ensomme bakker, hvoraf det mest berømte er det storslåede Loarre.
Længere mod syd ligger Ebrodalen, der vandes fra floden Ebro, er et rigt og frugtbart landbrugsområde, dækket med vidtstrakte marker med hvede, byg og andre frugt- og grønsagsafgrøder. Mange smukke og lidet kendte bebyggelser, slotte og romerske ruiner præger landskabet. Nogle af de mest betydningsfulde byer er Calatayud, Daroca, Sos del Rey Catolico og Caspe.
Syd for Zaragoza og Ebrodalen stiger landskabet igen indtil Sistema Iberico, den bjergkæde der adskiller Ebrodalen fra Meseta og sletterne ved Castilien-La Mancha. Det højeste bjerg i denne kæde er Moncayo (2.313 m), og selv om her falder mindre sne end i Pyrenæerne, ligger her mange skisportssteder.

### Klima
Aragoniens klima bestemmes af højdeforskellene. Aragonien deles i fem klimazoner: meget koldt – i Pyrenæerne; et koldt stop imellem Pyrenæerne såsom ved Albarracín; tempereret – i Pyrenæerne og iberiske pre-bjergområder; et halvvarmt område – i den centrale forsænkning, og meget varmt i lavningerne ved Martín-Ebro-floden, Sariñena og Matarraña.
I midten af Aragonien, der kun ligger 200 m over havets overflade, ligger middeltemperaturen omkring 14-15 °C. Nord og syd for Ebrodalen, hvor landskabet rejser sig til 500 m over havets overflade, falder temperaturen med to grader. I bjergene, mellem 600 m og 1000 m ligger temperaturen mellem 11 °C og 12 °C.

## Kultur
Mod syd ligger Teruel, berømt for sin Mudejar arkitektur, der ses i katedraler, kirker og tårne. Andre bemærkelsesværdige byer mod syd er bl.a. Albarracin, Alcañiz og Valderrobres.
Visse middelalderlige momumenter i Teruel og Zaragoza er beskyttet af UNESCOs Verdensarvsliste.
Den traditionelle dans er kendt som Jota (musik) og er en af de hurtigste i Spanien.

### Køkken
Med sine frodige græsgange i Pyrenæerne, dominerer lam, oksekød og mejeriprodukter ikke overraskende det aragoniske køkken. Desuden kan nævnes skinke fra Teruel, olivenolie fra Empeltre og Arbequina, longaniza fra Graus, regnbueørred, laks, vildsvin, trøfler og vilde svampe fra de øvre floddale i regionerne Jacetania, Gallego, Sobrarbe og Ribagorza, vine fra Cariñena (DO), Somontano, Calatayud og Campo de Borja samt frugt, specielt pærer, fra dets frugtbare nedre dale. Regionen har også en unik lokal haggis, kendt som chireta, og flere interessante retter med alt godt fra havet som forskellige krabbepostejer, der efter gammel overtro kan forebygge sygdomme.